# Pseudorucentra elongata
Pseudorucentra elongata är en skalbagge som beskrevs 1948 av Stefan von Breuning. Arten ingår i släktet Pseudorucentra och familjen långhorningar. Den förekommer på Komorerna och inga underarter finns listade i Catalogue of Life.